# Begravningsbyrå
Begravningsbyråer anlitas ofta av de efterlevande (dödsbo) till en nyligen avliden för att få hjälp med praktiska frågor kring dödsfallet, bland annat begravningsceremonins omfattning och utformning utöver de delar som ingår i begravningsceremonins formella delar.
Begravningsbyråer erbjuder ofta hjälp även med de juridiska aspekterna kring arv och alla de avslut (försäkringar, ägande, avtal, abonnemang och prenumerationer) som ett dödsfall för med sig.